# Acrilato de butila
Acrilato de butila ou acrilato de butilo é um composto químico orgânico do grupo de ésteres acrílicos e também um éster de ácido carboxílico.